# 최후의 카테고리 7
최후의 카테고리 7(Category 7: The End of the World)는 2005년 11월 6일부터 11월 13일까지 방영된 CBS 드라마이자 2004년에 방영한 최후의 카테고리 6의 후속작이다.

## 방송 시간
| 방송 채널 | 방송 기간                  | 방송 시간                                         |
| --------- | -------------------------- | ------------------------------------------------- |
| KBS 2TV   | 2007년 12월 2일 ~ 12월 9일 | 매주 일요일 밤 11:35 ~ 1:10 (90분(2편 연속 방송)) |

## 한국판 성우진(KBS)
- 홍시호 - 로스(카메론 다보)
- 강희선 - 주디스(지나 거손)
- 김병관 - 홀 목사(제임스 브롤린)
- 김정희 - 페니(스우시 커츠)
- 김규식 - 의원(로버트 와그너) / 대령(톰 스커릿)
- 강구한 - 장관(존 카펠로스)
- 유해무 - 토미(랜디 퀘이드)
- 송덕희 - 페이스(섀넌 도허티)
- 임은정 - 게일(수키 카이저)
- 김관진 - 빌리(데이빗 알페이) / 몬티(니콜라스 리)
- 조진숙 - 브리짓(린디 부스)
- 김우정 - 대노(마이클 그라체프스키)
- 정훈석 - 스튜어트(제임스 커크)
- 김지혜 - 멜로디(안드레아 루이) / 라이라(레이철 스카르스텐)
- 윤동기 - 개빈(세바스찬 스펜스)